# Unció dels malalts

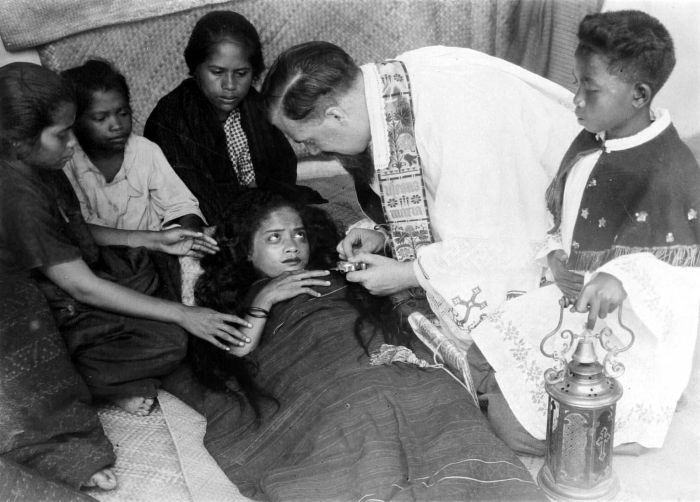
Unció dels malalts a l'illa de Flores (Indonèsia); 1930

La unció dels malalts, a la religió catòlica, és el sagrament impartit pels sacerdots i consistent en la unció amb oli sagrat a les persones que han vist afectada la seva salut. La unció dels malalts pot ser administrada també a tots els majors de 65 anys, encara que no pateixin cap malaltia greu.

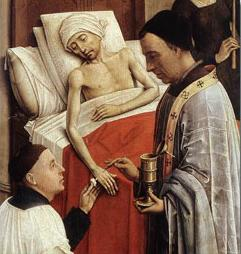
'Unció dels malats', part dels Set Sagraments (1445) per Roger van der Weyden.

Com els altres sagraments, es considera instituït per Jesucrist encara que no consta un moment precís de la seva institució. S'acostuma a indicar que el text de la carta de Sant Jaume com a context de la funció i efectes del sagrament: Si entre vosaltres hi ha algú que està malalt, que faci cridar els qui presideixen la comunitat perquè l'ungeixin amb oli en nom del Senyor i preguin per ell. Aquesta pregària, feta amb fe, salvarà el malalt: el Senyor el posarà bo i li perdonarà els pecats que hagi comès. (St 5, 14-15).
Els fidels poden rebre aquest sagrament algunes vegades a la vida. Fins al Concili Vaticà II, el sagrament se'l coneixia amb el nom d'extremunció, atès que solament s'administrava in extremis, és a dir, davant la imminència de la mort. El canvi de sentit imposat al sagrament pel Concili, respon a la necessitat de poder assistir o demanar per la salut dels malalts perquè l'Esperit Sant els acompanyi i reconforti.
El ritu, per al qual es fa servir oli beneït cada any a la Missa crismal de Dijous Sant, consisteix a fer tres vegades el senyal de la creu al front i a cada una de les mans del malalt. Mentre se l'ungeix, el sacerdot repeteix la següent fórmula:
Per aquesta Santa unció i per la seva bondadosa misericòrdia, t'ajudi el Senyor amb la gràcia de l'Esperit Sant. Perquè, lliure dels teus pecats, et concedeixi la salvació i et conforti a la teva malaltia. Amén.